# Liga Nacional de Basketball de 2014
La Liga Nacional de Basketball 2014 es la cuarta edición desde la implantación de esta competencia nacional de clubes.

## Equipos
| Equipo                         | Ciudad     |
| ------------------------------ | ---------- |
| Real Club                      | Lima       |
| Club de Regatas Lima           | Lima       |
| Inmaculada                     | Lima       |
| EOFAP                          | Lima       |
| UJFSC                          | Huacho     |
| Chulucanas BC                  | Chulucanas |
| Club Faraday                   | Arequipa   |
| Universidad Andina             | Juliaca    |
| Club Interceca                 | Cajamarca  |
| Club Salesianos de Ayacucho    | Ayacucho   |
| Club SOS                       | Huancayo   |
| Sporting Moral                 | Arequipa   |
| Club Salesianos del Callao     | Callao     |
| Golf Country Club de Trujillo  | Trujillo   |
| Club Internacional de Arequipa | Arequipa   |

## Primera Fase
– Clasificado al Super 8. 

### Serie A
- Sede: Juliaca

| Equipo    | PJ | PG | PP | Pts |
| --------- | -- | -- | -- | --- |
| Faraday   | 3  | 3  | 0  | 6   |
| U. Andina | 3  | 2  | 1  | 5   |
| UNJFSC    | 3  | 1  | 2  | 4   |
| EOFAP     | 0  | 0  | 3  | 3   |

### Serie B
- Sede: Huancayo

| Equipo             | PJ | PG | PP | Pts |
| ------------------ | -- | -- | -- | --- |
| Inmaculada         | 3  | 3  | 0  | 6   |
| Salesiano Ayacucho | 1  | 2  | 2  | 4   |
| SOS                | 3  | 1  | 2  | 4   |
| Interceca          | 3  | 1  | 2  | 4   |

### Serie C
- Sede: Piura

| Equipo     | PJ | PG | PP | Pts |
| ---------- | -- | -- | -- | --- |
| Regatas    | 3  | 3  | 0  | 6   |
| Chulucanas | 2  | 2  | 1  | 5   |
| UCV        | 3  | 1  | 2  | 4   |
| S. Moral   | 3  | 1  | 3  | 3   |

### Serie D
- Sede: Arequipa

| Equipo            | PJ | PG | PP | Pts |
| ----------------- | -- | -- | -- | --- |
| Salesianos Callao | 3  | 2  | 1  | 5   |
| Real Club         | 2  | 2  | 1  | 5   |
| Internacional     | 3  | 1  | 2  | 4   |
| Golf C. Club      | 3  | 1  | 2  | 4   |

## Super 8
– Clasificado a la semifinal.
| Zona Norte         | Partidos | Ganados | Perdidos | Puntos |
| ------------------ | -------- | ------- | -------- | ------ |
| Faraday            | 3        | 2       | 1        | 5      |
| Salesiano Callao   | 3        | 2       | 1        | 5      |
| Chulucanas         | 3        | 2       | 1        | 5      |
| Salesiano Ayacucho | 3        | 2       | 1        | 3      |

| Zona Sur   | Partidos | Ganados | Perdidos | Puntos |
| ---------- | -------- | ------- | -------- | ------ |
| Regatas    | 3        | 2       | 1        | 5      |
| Real Club  | 3        | 2       | 1        | 5      |
| Inmaculada | 3        | 2       | 1        | 5      |
| U. Andina  | 3        | 0       | 3        | 3      |

## Final
|  | Semifinales       | Semifinales  |   |  | Final        | Final |  |
|  |                   |              |   |  |              |       |  |
|  |                   |              |   |  |              |       |  |
|  |                   |              |   |  |              |       |  |
|  | Faraday           | 0            |   |  |              |       |  |
|  | Real Club         | 2            |   |  |              |       |  |
|  |                   |              |   |  |              |       |  |
|  |                   |              |   |  |              |       |  |
|  |                   |              |   |  | Real Club    | 2     |  |
|  |                   | Regatas Lima | 3 |  |              |       |  |
|  |                   |              |   |  |              |       |  |
|  |                   |              |   |  |              |       |  |
|  |                   |              |   |  | Tercer lugar |       |  |
|  |                   |              |   |  |              |       |  |
|  | Salesianos Callao | 1            |   |  |              |       |  |
|  | Regatas Lima      | 2            |   |  |              |       |  |

| Campeón Nacional                 |
| Club de Regatas Lima 1.er título |